# Daubeney (Adelsgeschlecht)

Wappen der Familie Daubeney

Die Familie Daubeney war eine englische Familie, die von etwa 1225 bis 1548 umfangreiche Besitzungen vor allem in Somerset und Bedfordshire besaß. Die Familie gehörte zunächst der Gentry an, ehe das Familienoberhaupt 1485 eine Peerwürde erlangte. Bereits 1548 starb die Familie dann aber in direkter männlicher Erbfolge aus, womit die Titel erloschen.

## Herkunft und frühe Jahre
Die Familie Daubeney war eine Nebenlinie der anglonormannischen Familie Aubigny, die ursprünglich aus Saint-Aubin-d’Aubigné in der Bretagne stammte. Die Hauptlinie der Familie darf nicht mit gleichnamigen Familie Aubigny verwechselt werden, die seit 1138 den Titel Earl of Arundel führte. Die Familie d’Aubigny hatte
im 12. Jahrhundert die Herrschaft Belvoir erhalten. Als Begründer der Familie Daubeney gilt Elias d’Aubigne, der von William d’Aubigné († 1167 oder 1168), dem Lord von Belvoir Ländereien bei Belvoir, Ingleby, Saxilby und Broadholme bei Lincoln erhalten hatte. Vermutlich von den Herzögen der Bretagne, die auch englische Earls of Richmond waren, erhielt Elias auch ein Lehen bei Brant Broughton. Dazu besaß er auch die Seigneurie de Landal in der Bretagne. Vermutlich hatte zunächst Ralph d’Aubigny, der älteste Sohn von Elias die Besitzungen geerbt, während die jüngeren Söhne Philip, Oliver und Marchisius (auch Mark d’Aubigny) in den Dienst von Robert de Beaumont, 4. Earl of Leicester traten. Von Earl Robert erhielt Oliver das Gut von Enderby, während Philip das Gut von Waltham on the Wolds in Leicestershire erhielt. Earl Robert vermittelte auch Philips Heirat mit Joan, der Witwe von William de Bouquetot, die 1200 erfolgte. Durch die Heirat erwarb Philip Besitzungen in der Normandie und vom Earl of Gloucester als Lehen Horsmonden in Kent. Oliver d’Aubigny durfte 1221 Johanna, die Witwe von Philip of Oldcoates heiraten. Nach seinem kinderlosen Tod vermachte er seinen Landbesitz bei Enderby an Croxton Abbey, wo er auch begraben werden wollte. Marchisius d’Aubigny wurde Geistlicher hielt 1216 eine Pfründe an der Kathedrale von Lincoln. In diesem Jahr diente er als Verwalter der vakanten Diözese Worcester.

## Aufstieg der Familie im 13. Jahrhundert
Nachdem König Johann Ohneland 1204 die Normandie im Krieg mit Frankreich verloren hatte, hatte sich Philips Bruder Ralph entschieden, die französische Herrschaft anzuerkennen, um seine dortigen Besitzungen behalten zu dürfen. Deshalb erklärte Johann Ohneland seine englischen Besitzungen 1205 für verfallen und vergab sie an Ralphs Bruder Philip. Trotz des Verlustes der Besitzungen in der Normandie behielt Philip die Güter in der Bretagne, und 1225 erhielt er von der Krone das Gut von South Petherton in Somerset. Dieses wurde neben Ingleby Hauptsitz der Familie. Philip d’Aubigny starb 1236 ohne eheliche Nachkommen, worauf sein Neffe Ralph Daubeney die Besitzungen erbte. Obwohl dessen Sohn Elis Daubeney in der Bretagne geboren wurde, festigte er die Stellung der Familie in England. Als bedeutender Militär wurde er als Lord Daubeney zu den Parlamenten geladen, starb jedoch bereits 1305.

## Bedeutungsverlust durch Vormundschaftsverwaltungen im 14. und frühen 15. Jahrhundert
Als die beiden Zwillingssöhne von Elis Daubeney 1326 volljährig wurden, teilten sie den Besitz. Ralph Daubeney erhielt die englischen Besitzungen, während William die Güter in der Bretagne erhielt. Ab diesem Zeitpunkt trennte sich die Familie in zwei Linien. Der in England gebliebene Ralph Daubeney wurde zwar Mitglied des königlichen Rates, doch anders als sein Vater wurde er zu keinem Parlament geladen. Sein Sohn Giles I Daubeney konnte Güter in Bedfordshire und Middlesex erwerben und wurde als Knight of the Shire für das Parlament gewählt, ebenso wie sein Sohn Giles II und dessen Sohn Giles III Daubeney. Obwohl die Familie damit nur der Gentry angehörte, konnte sie durch Heiraten und Zukäufe einen umfangreichen Landbesitz vor allem im südlichen England aufbauen. Ende des 14. Jahrhunderts gehörte der Familie neben den Besitzungen in Lincolnshire Kempston in Bedfordshire, Barrington, South Petherton und Chillington in Somerset sowie Polruan, Fawton und weitere Besitzungen bei St Neot in Cornwall. Der Wert dieser Besitzungen wurde dabei uneinheitlich bewertet, wobei die Güter offenbar teils deutlich unterbewertet wurden. So standen Eleanor, der Witwe von Giles II Daubeney Ende des 14. Jahrhunderts Güter mit jährlichen Einkünften von gerade £ 40 zu, dabei soll sie tatsächlich vor 1400 allein aus dem Gut von South Petherton jährliche Einkünfte von £ 50 gehabt haben. Die Besitzungen von Giles III sollen vor 1403 jährlich zusammen £ 110 erbracht haben, doch 1412 sollen allein die Einkünfte aus den Gütern aus Somerset jährlich mindestens £ 120 betragen haben. Die frühen Todesfälle von Giles II und Giles III und die darauf folgenden Vormundschaftsverwaltungen für die minderjährigen Erben verminderten jedoch Ende des 14. Jahrhunderts und zu Beginn des 15. Jahrhunderts den Einfluss der Familie, dazu erhielten die Witwen der verstorbenen Familienoberhäupter große Teile der Besitzungen als lebenslanges Wittum.

## Aufstieg nach Ende der Rosenkriege und Erlöschen der Familie in männlicher Erbfolge
William Daubeney, der Sohn und Erbe von Giles III Daubeney, konnte in der ersten Hälfte des 15. Jahrhunderts durch Heirat weitere Güter in Somerset gewinnen. Williams Sohn und Erbe Giles Daubeney unterstützte während der Rosenkriege Eduard IV., musste nach einer erfolglosen Revolte gegen Richard III. aber 1483 in die Bretagne flüchten. Dort schloss er sich Henry Tudor an, für den er in der Schlacht von Bosworth kämpfte. Er wurde zu einem engen Vertrauten des neuen Königs und erhielt von diesem weitere Landschenkungen. 1486 wurde er zum Baron Daubeney erhoben und stieg am Königshof zum Lord Chamberlain auf. Sein Erbe wurde Henry Daubeney. Dieser wurde 1538 zum Earl of Bridgewater erhoben, starb jedoch 1548 ohne Nachkommen. Damit erlosch die Hauptlinie der Familie in männlicher Erbfolge. Die Besitzungen fielen an Henry Daubeneys Neffen John Bourchier, 2. Earl of Bath, die Titel Baron Daubeney und Earl of Bridgewater erloschen.

## Stammliste (Auszug)
1. Elias d’Aubigny
  1. Ralph d’Aubigny
    1. Ralph Daubeney († 1292)
      1. Philip Daubeney († 1294)
      2. Elis Daubeney (um 1270–1305)
        1. Ralph Daubeney
          1. Giles I Daubeney (um 1333–1386)
            1. Giles II Daubeney (1370–1403)
              1. John Daubeney († 1409)
              2. Giles III Daubeney (1399–1446)
                1. William Daubeney (1424–1461)
                  1. Giles Daubeney, 1. Baron Daubeney (1451/2–1508)
                    1. Henry Daubeney, 1. Earl of Bridgewater (1493–1548)

        2. William Daubeney, Seigneur de Landal

  2. Philip d’Aubigny († 1236)
  3. Oliver d’Aubigny, Lord of Enderby
  4. Marchisius d’Aubigny